# Speaker Bite Me
Speaker Bite Me er et dansk band, der blev dannet i januar 1995 i København, og som består af Martin Ilja Ryum, sang, el-bas; Kasper Deurell, el-bas, guitar; Emil Pilot Landgren, trommer, og Signe Høirup Wille-Jørgensen, sang, guitar.
Medlemmerne havde tidligere spillet i indie rockgruppen Murmur. 
Signe har også haft soloprojektet Jomi Massage siden 2002.
Nogle kalder bandets musik for støjrock,[kilde mangler] nogle går så langt som avantgarde. 
Murmur blev dannet i februar 1993, og var dengang "et særdeles skramlet, aggressivt og rytmisk-komplekst orkester" - en kvintet, der inkluderede Gry Stevens Senderovitz, sang og guitar.
I 2018 udgav bandet sit første studiealbum i 11 år, Future Plans, som indeholder fem sange. Future Plans gik ind på 1. pladsen på den officielle vinylhitliste i uge 42/2018.

## Diskografi
Som Murmur
- 1994: Sexpowder 2000 Volts[5]

Som Speaker Bite Me
- 1997: Recorded (EP)
- 1997: Inner Speed (Exlibris Musik)
- 1998: Smukke Kvinder Med Kærlighedskort (Exlibris Musik)
- 2000: If love is missing it must be imposed (Exlibris Musik)
- 2001: Four Days In September (Helicopter)
- 2007: Action Painting (Morningside)
- 2018: Future Plans (PonyRec)[6]